# 黑龙江的流血
黑龙江的流血（日语：／ Amūru gawa no ryūketsu ya）是旧制第一高等学校（一高）的舍歌之一，制作于1901年（明治34年）。虽然正式名称是《第11回纪念祭东宿舍舍歌》，但以第一句歌词为题而知名。与《嗚呼玉杯》一同，作为一高的舍歌而闻名。
由盐田环作词，据称由栗林宇一作曲。词曲均出自学校学生之手，但曲的原型来自永井建子的军歌《小楠公》。同样旋律的歌曲还有军歌《步兵的本领》、劳动者歌《听吧，万国的劳动者》等。在旧制第一高等学校内还是用本曲的旋律创作了《征俄歌（乌拉尔的那一边）》。

## 内容
1901年（明治34年），作为旧制第一高等学校东宿舍第十一次纪念祭舍歌制作公开。词作者盐田环是当时就读于一高的鸠山一郎的友人。作曲由栗林宇一将多个军歌的旋律组合而成。栗林宇一本人也曾指出包含了其他原曲。
歌曲描写了义和团运动之际，俄军袭击了黑龙江畔的中国人居住地江东六十四屯这一事件。
表达了日俄战争前远东地区的不稳定形势以及「此後日本将步上清的後路」的情绪。
| 段落 | 日文原词 | 中文翻译                                                    |
| ---- | -------- | ----------------------------------------------------------- |
| 一   |          | 黑龙江水血成河 恨意难消冻如冰 二十世纪东亚世 波诡雲谲蔓延中 |
| 二   |          | 高挥剑戟哥萨克 怒气碰撞火光起 二十世纪东亚世 风雨飘摇恶浪生 |
| 三   |          | 满清犹如强弩尽 力竭不能穿鲁缟 孤身仰望日之东 威名独剩秋津岛 |
| 四   |          | 落樱余香飘散去 流于表面浑浊风 清白之流污坏尽 沉沦至今幾春秋 |
| 五   |          | 向丘豪迈好健儿 虚情假泪弃一旁 仰望日照幡下影 自治寮立十一载 |
| 六   |          | 虽已迎来新世纪 暴风骤雨旧北京 言毕诸君兜鍪着 独立自治立心间 |

## 歌曲的起源与派生
声乐家、歌唱史研究者蓝川由美指出，在1899年（明治32年）出版的鼓笛喇叭軍歌实用新譜中的永井建子的《小楠公》是原曲。根据此论点很难解释之後 1901年（明治34年）发表的《黑龙江的流血》是栗林所作。
但是，至于軍歌《步兵的本领》、劳动歌《听吧，万国的劳动者》的曲子是由《小楠公》而来还是通过《黑龙江的流血》而来还需要进一步的研究。
当時，学校的校歌和应援歌多使用「嗚呼玉杯調」和「黑龙江調」，据推测这个旋律作为一高歌曲为人熟知并传播到日本全国。例如在一高内就有《征俄歌（乌拉尔的那一边）》使用了这个旋律。此外大阪府立北野初中（现在・北野高校）的第一应援歌《澱江春の》、滋贺县立彦根初中（现在・彦根東高校）的应援歌也是用了这个旋律。
千叶县行德小学应援歌也使用了此旋律。

## 征俄歌（乌拉尔的那一边）
1904年（明治37年）2月11日，日俄刚刚开战後在一高举办的紀元節庆祝集会上公开了《征俄歌》。《征俄歌》不是像《黑龙江的流血》一样为纪念活动而做成的歌曲，而应当看作为学生面对日俄开战时战意昂扬而作出的歌。
在後面三个月举行的纪念活动（一高第十四回纪念祭）中，创作出了大量的「征讨俄罗斯之歌」。
词作者是青木得三。

曲调与《黑龙江的流血》相同。

## 相关项目
- 第一高等学校 (旧制)
- 第一高等学校 (旧制)の寮歌